# Adeloparius nobilis
Adeloparius nobilis är en skalbaggsart som beskrevs av Edgar von Harold 1874. Adeloparius nobilis ingår i släktet Adeloparius och familjen Aphodiidae. Inga underarter finns listade i Catalogue of Life.